# Zakrajc Brodski
Zakrajc Brodski – wieś w Chorwacji, w żupanii primorsko-gorskiej, w gminie Skrad. W 2011 roku liczyła 1 mieszkańca.